# Jimmy Flitz
Jimmy Flitz ist eine Kinderbuch- und Hörspielfigur des Autors und Musikers Roland Zoss.

## Entstehungsgeschichte
Seinen ersten Auftritt hatte Jimmy Flitz 1994 im Bilderbuch Das Kind vom Turm vom Berner Münster. Bekannt wurde die Figur 2001 durch den „Jimmy Flitz“-Rocksong im Album Muku-Tiki-Mu und in den Buch- und Hörspielserien Jimmy Flitz, ChinderWiehnacht und Güschi, vom Gurten bei Bern. 2010 erschien Postbriefmarke mit dem Motiv.
Die Musik-Hörspielreihe Jimmy Flitz e Reis dür d Schwyz startete 2007 unter der Regie von Roland Zoss. Sie endet in Teil 6 im Bundeshaus in Bern. In der Hauptrolle Dajana Wetzel als Maus und Schweizer Mundartstars wie Büne Huber, Marco Rima, Corin Curschellas, Christine Lauterburg, Hanery Amman, Steff la Cheffe; Anna Murphy, Sängerin von Eluveitie; Tinu Heiniger, Knackeboul, Pedro Lenz, Barbara Burren und andere Originale. Eine kleine Herde wilder Tiere reist durchs Alpenland auf der Suche nach alten Kulturen, Legenden und magischen Orten. 2010 erschien Jimmy Flitz die Schweizermaus als deutsches Lesebuch im rikiverlag, illustriert von Viviane Dommann; und der Autor wurde mit einer Jimmy-Flitz-Sonderbriefmarke geehrt. Ab 2012 gab es eine App für iOS mit der Maus, die aktuell (2022) jedoch nicht mehr verfügbar ist.